# Finales de la NBA de 2008
Las Finales de la NBA de 2008 fueron las series definitivas de los playoffs del 2008 y suponían la conclusión de la temporada 2007-08 de la NBA. Boston Celtics, mejores clasificados de la Conferencia Este, derrotaron a Los Angeles Lakers, mejor clasificado y campeón de la Conferencia Oeste, cuatro partidos a dos en una serie al mejor de siete. Fue el primer título de Boston desde 1986 y el 17º en el total.
En 2008 fue la primera vez desde 2000 en el que los dos máximos clasificados se encontraban en las Finales y la primera vez desde 2003 en la que algún máximo clasificado jugaba en las Finales de la NBA. Los Lakers aparecieron en las Finales por primera vez desde 2004 consiguiendo llegar hasta aquí más que ningún equipo con un total de 29 apariciones. Los Celtics no se clasificaban para las Finales desde 1987 y esta sería su vigésima vez (2º equipo que más veces lo consigue).
Hasta este punto los Celtics seguirían siendo el equipo con más títulos NBA, con un total de 16 y los Lakers segundos con 14. Los dos equipos, que han sido los que más éxito han tenido en la historia de la NBA, se preparaban para un nuevo enfrentamiento 21 años después de encontrarse en las Finales de 1987. Por poco no sucedió en 2002, cuando los Lakers llegaron a las Finales, pero los Celtics, que lideraban la serie 2-1 en las Finales de Conferencia, cayeron ante New Jersey Nets por 4-2. Esta sería la undécima vez que los equipos se encontraban en la ronda de campeones; los Celtics ganaría ocho de sus anteriores encuentros en las Finales, que ocurrirían en 1959, 1962, 1963, 1965, 1966, 1968, 1969, 1984, 1985 y 1987.
Los Celtics, gracias a su balance de victorias-derrotas 66–16, tenían ventaja de campo sobre Los Ángeles (57–25). Esta fue la primera vez desde 1997, cuando Chicago Bulls derrotó a Utah Jazz por el campeonato, en el que un equipo de la Conferencia Este tenía la ventaja de campo y las primeras Finales desde 1998 sin la actuación de Tim Duncan o Shaquille O'Neal.

## Camino a las finales
| Los Angeles Lakers                           | Los Angeles Lakers         | Boston Celtics             | Boston Celtics                                |
| -------------------------------------------- | -------------------------- | -------------------------- | --------------------------------------------- |
| 57–25 (.695) 1º Pacífico, 1º Oeste, 3º total | Temporada regular          | Temporada regular          | 66–16 (.805) 1º Atlántico, 1º Este, 1º total  |
| Derrotaron a los (8) Denver Nuggets, 4–0     | Primera ronda              | Primera ronda              | Derrotaron a los (8) Atlanta Hawks, 4–3       |
| Derrotaron a los (4) Utah Jazz, 4–2          | Semifinales de Conferencia | Semifinales de Conferencia | Derrotaron a los (4) Cleveland Cavaliers, 4–3 |
| Derrotaron a los (3) San Antonio Spurs, 4–1  | Finales de Conferencia     | Finales de Conferencia     | Derrotaron a los (2) Detroit Pistons, 4–2     |

### Enfrentamientos en temporada regular
Boston Celtics ganaría ambos partidos en la temporada regular:
| 23 de nov. | Los Angeles Lakers | 94–107 | Boston Celtics |                                                             |  |
|            |                    |        |                |                                                             |  |
|            |                    | 1      |                | Pabellón: TD Banknorth Garden, Boston Televisión: KCAL, CSN |  |

| 30 de dic. | Boston Celtics | 110–91 | Los Angeles Lakers |                                                          |  |
|            |                |        |                    |                                                          |  |
|            |                | 2      |                    | Pabellón: Staples Center, Los Ángeles Televisión: NBA TV |  |

## Resumen de las series

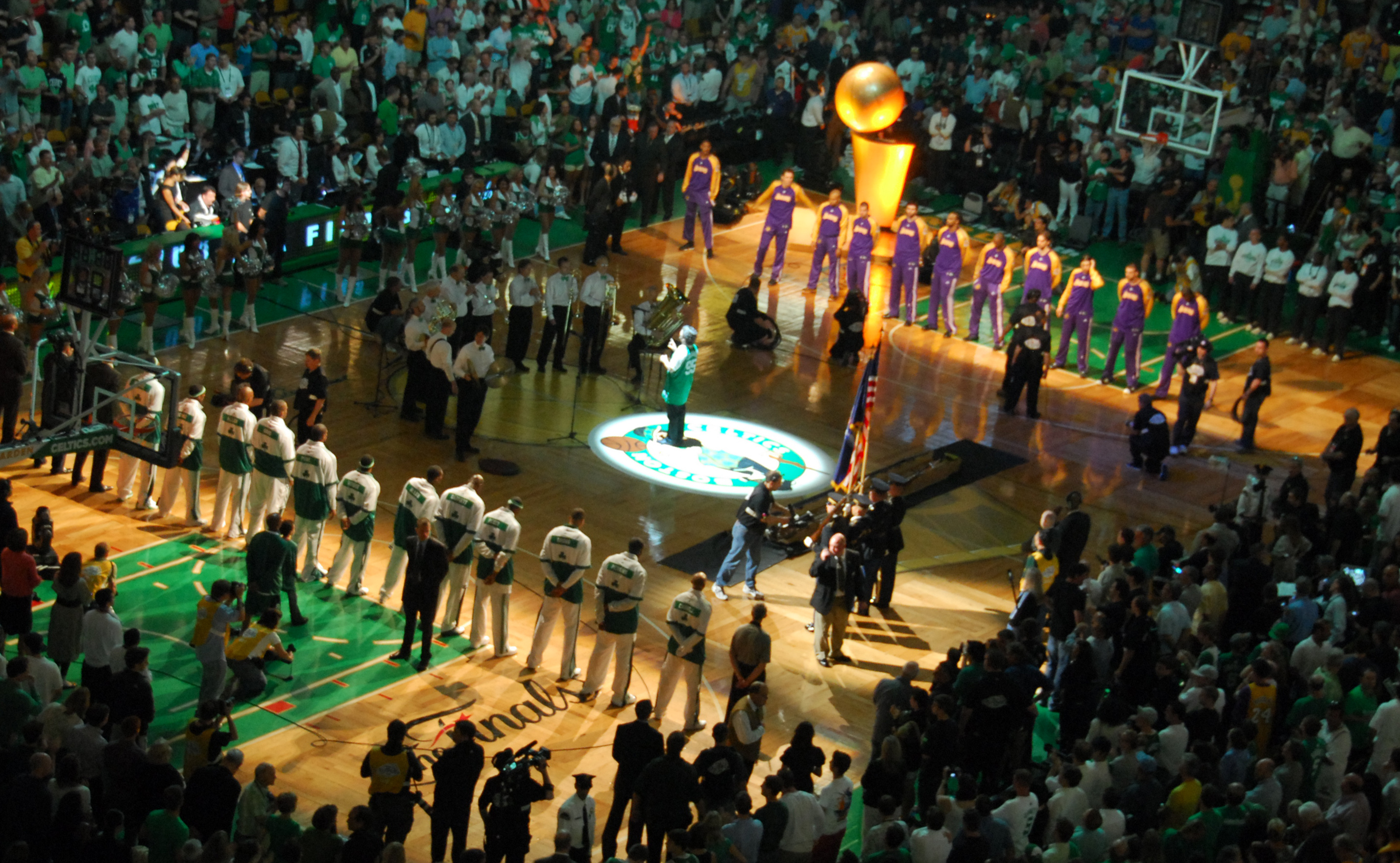
Lakers y Celtics previos a un partido.

| Partido | Fecha       | Equipo casa        | Puntos | Equipo visitante   | Puntos |
| ------- | ----------- | ------------------ | ------ | ------------------ | ------ |
| 1       | 5 de junio  | Boston Celtics     | 98     | Los Angeles Lakers | 88     |
| 2       | 8 de junio  | Boston Celtics     | 108    | Los Angeles Lakers | 102    |
| 3       | 10 de junio | Los Angeles Lakers | 87     | Boston Celtics     | 81     |
| 4       | 12 de junio | Los Angeles Lakers | 91     | Boston Celtics     | 97     |
| 5       | 15 de junio | Los Angeles Lakers | 103    | Boston Celtics     | 98     |
| 6       | 17 de junio | Boston Celtics     | 131    | Los Angeles Lakers | 92     |

Boston venció a L.A. Lakers 4-2

## Resumen de los partidos
Todas las horas son bajo el horario de la Zona Este.

### Partido 1
| 5 de junio | Los Angeles Lakers                                                 | 88–98                                 | Boston Celtics                                                       | |  |
| 9:00 p. m. | Parciales: 21–23, 30–23, 22–31, 15–21                              | Parciales: 21–23, 30–23, 22–31, 15–21 | Parciales: 21–23, 30–23, 22–31, 15–21                                | |  |
|            | Estadísticas Bryant 24 Gasol 8 Bryant, Fisher 6 Pérdidas: Bryant 4 | Recap Pts Reb Asts Otros              | Estadísticas Garnett 24, Pierce 22 Garnett 13 Rondo 7 Robos: Posey 2 | Pabellón: TD Banknorth Garden, Boston Asistencia: 18,624 espectadores Árbitros: - #27 Bavetta - #48 Foster - #32 Rush Televisión: ABC, TSN, Cuatro, Canal+, Canal 7 |  |

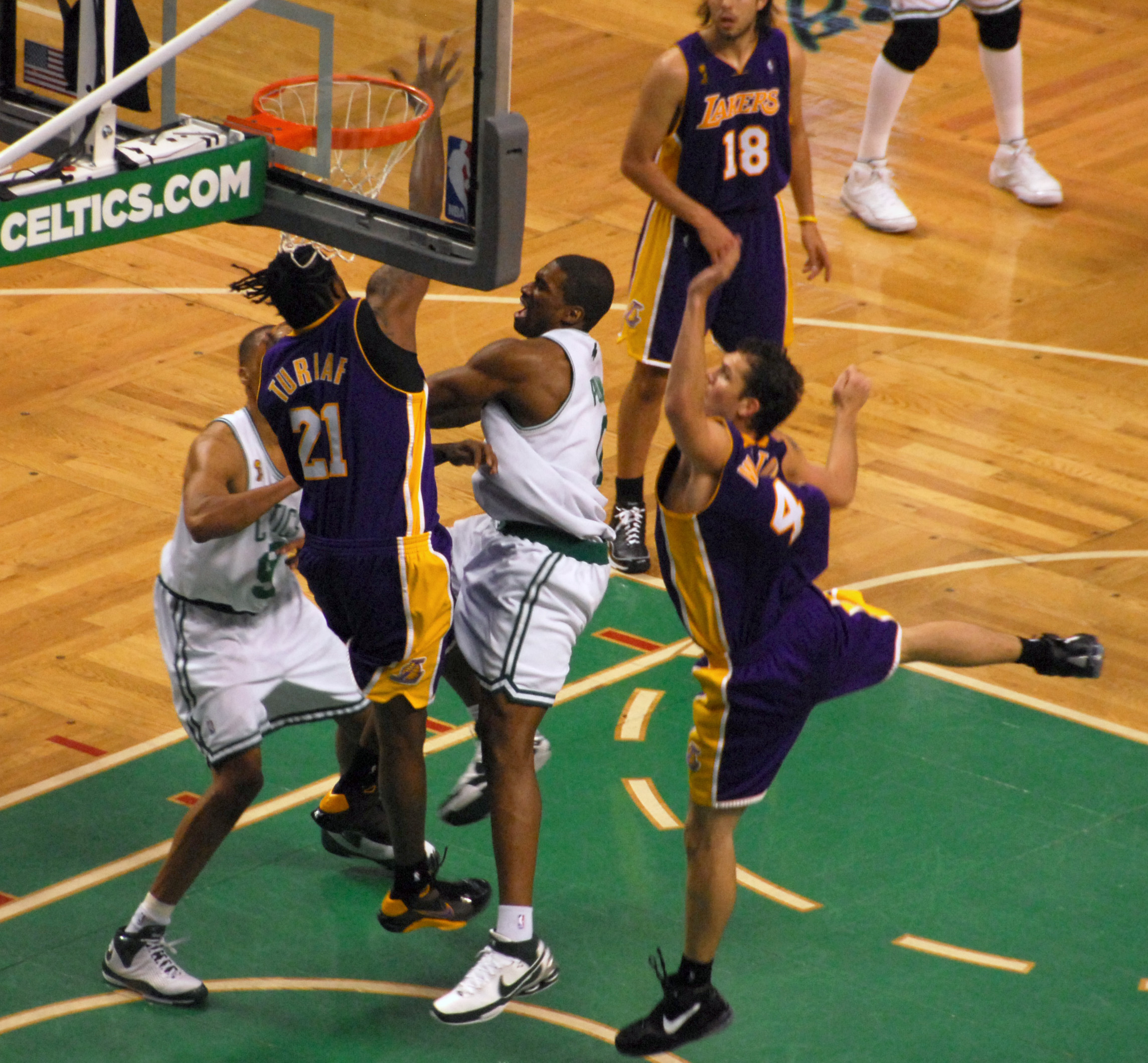
P.J. Brown, Ronny Turiaf, Leon Powe y Luke Walton pelean por un balón.

Paul Pierce anotó 15 puntos en el tercer cuarto para dar a Boston el liderazgo, y Kevin Garnett fue el jugador más destacado en el ataque de los Celtics con 24 puntos y 13 rebotes, incluyendo un potente mate a dos manos al final del partido. Kobe Bryant luchó contra su lesión en la mano, acabando con 9 de 26 en tiros de campo y un total de 24 puntos.
Pierce fingió una lesión de rodilla, tras caer sobre la pierna de Kendrick Perkins, para poder ir al baño. Pierce fue llevado fuera de la pista y puesto en una silla de ruedas. Después, Pierce volvió a la pista bajo un gran ruido desde la grada. Él pronto anotó dos triples consecutivos y acabó con 22 puntos.
Los Lakers, que habían tenido hasta ahora la ventaja de campo durante las tres primeras rondas, ahora tendrían que luchar sin ella.

### Partido 2
| 8 de junio | Los Angeles Lakers                                                      | 102–108                               | Boston Celtics                                                        | |  |
| 9:00 p. m. | Parciales: 22–20, 20–34, 19–29, 41–25                                   | Parciales: 22–20, 20–34, 19–29, 41–25 | Parciales: 22–20, 20–34, 19–29, 41–25                                 | |  |
|            | Estadísticas Bryant 30 Radmanović, Gasol 10 Bryant 8 Pérdidas: Bryant 4 | Recap Pts Reb Asts Otros              | Estadísticas Pierce 28, Powe 21 Garnett 14 Rondo 16 3P-TC: Pierce 4/4 | Pabellón: TD Banknorth Garden, Boston Asistencia: 18,624 espectadores Árbitros: - #43 D. Crawford - #26 Delaney - #41 Mauer Televisión: ABC, TSN, Cuatro, Canal+, Canal 7 |  |

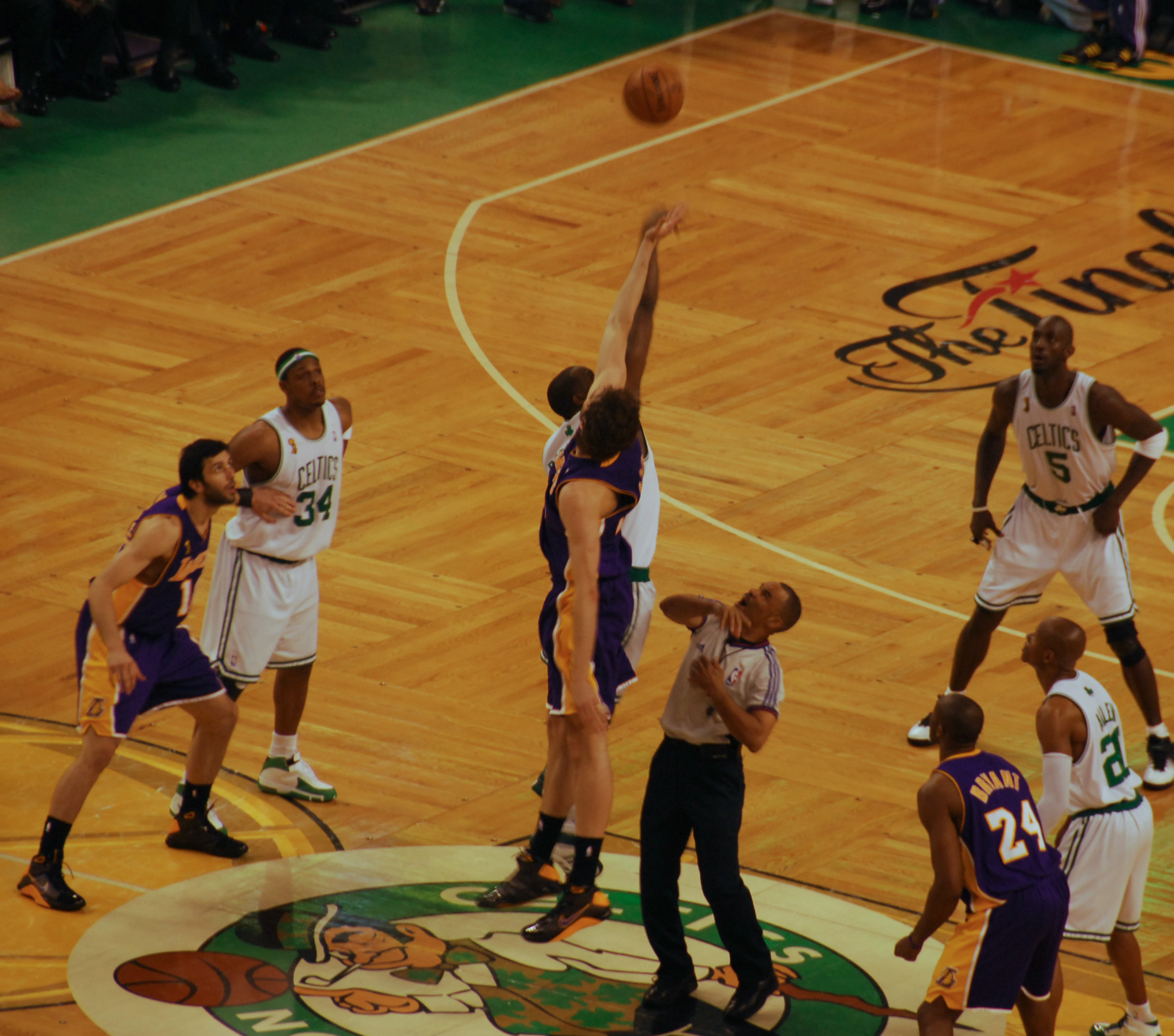
Comienzo del segundo partido.

Los Lakers entraron con fuerza en el partido consiguiendo un primer cuarto brillante, 15–8, pero los Celtics responderían con un parcial de 10 - 0 en el comienzo del segundo cuarto y finalizarían la primera mitad ganando 54–42.
Los Celtics mantuvieron una ventaja de 24 puntos a menos de ocho minutos del final, hasta que los Lakers recortaran la diferencia a dos puntos quedando solo 38.4 segundos. Paul Pierce y James Posey entonces cerraron el partido con dos tiros libres cada uno. Los Lakers tuvieron una oportunidad de ponerse arriba en el marcador restando 14 segundos, pero el balón no consiguió llegar a las manos de Kobe Bryant, finalizan en un tiro de Sasha Vujačić que fue taponado por Pierce. Bryant acabó con 30 puntos y 8 asistencias.
Leon Powe, un jugador de segundo año, anotó 21 puntos, convirtiendo 6-7 tiros en 15 minutos de juego, incluyendo algún mate en el final del tercer cuarto.
A pesar de las lesiones sufridas por Pierce (rodilla con esguince) y Kendrick Perkins (fuerte esguince en el tobillo), ambos jugadores empezaron en el segundo partido y parecían libres de cualquier tipo de molestia, especialmente Pierce que finalizó con 28 puntos.
Rondo logró 16 asistencias, récord en toda la final.
Boston acabó con 24 de 38 tiros desde la línea, mientras que Lakers lo hizo con 10 de 10. Algunos analistas vieron un trato favorable hacia los Celtics, mientras que otros notaron una diferencia en el estilo de juego de ambos equipos.

### Partido 3
| 10 de junio | Boston Celtics                                             | 81–87                                 | Los Angeles Lakers                                                      | |  |
| 6:00 p. m.  | Parciales: 20–20, 17–23, 25–17, 19–27                      | Parciales: 20–20, 17–23, 25–17, 19–27 | Parciales: 20–20, 17–23, 25–17, 19–27                                   | |  |
|             | Estadísticas Allen 25 Garnett 12 Garnett 5 TC: Pierce 2/14 | Recap Pts Reb Asts Otros              | Estadísticas Bryant 36, Vujačić 20 Gasol 12 Farmar 5 3P-TC: Vujačić 3/5 | Pabellón: Staples Center, Los Ángeles Asistencia: 18,997 espectadores Árbitros: - #17 J. Crawford - #15 Salvatore - #18 Wunderlich Televisión: ABC, TSN, Cuatro, Canal+, Canal 7 |  |

Los Lakers ganaron el 3.er partido en una gran actuación en cuanto a tiro del MVP de la temporada regular Kobe Bryant, que anotó el máximo de las series, 36 puntos, llevando a los Lakers a su primera victoria en las series finales y añadiendo un partido más consecutivo como invictos en casa. Sasha Vujacic igualó el rendimiento de Leon Powe en el segundo partido, anotando 20 puntos en 28 minutos, Paul Pierce tuvo un partido pobre en el tiro, convirtiendo solo dos tiros de campo de los 14 intentos que realizó. Kevin Garnett también tuvo un problema en el tiro, finalizando solo con 12 puntos. Ray Allen fue el único miembro del Boston Big Three que lo hizo bien, con 25 puntos.

### Partido 4
| 12 de junio | Boston Celtics                                                      | 97–91                                 | Los Angeles Lakers                                            | |  |
| 6:00 p. m.  | Parciales: 14–35, 26–23, 31–15, 26–18                               | Parciales: 14–35, 26–23, 31–15, 26–18 | Parciales: 14–35, 26–23, 31–15, 26–18                         | |  |
|             | Estadísticas Pierce 20, Allen 19 Garnett 11 Pierce 7 Robos: Allen 3 | Recap Pts Reb Asts Otros              | Estadísticas Odom 19 Gasol, Odom 10 Bryant 10 TC: Bryant 6/19 | Pabellón: Staples Center, Los Ángeles Asistencia: 18,997 espectadores Árbitros: - #14 DeRosa - #29 Javie - #49 Washington Televisión: ABC, TSN, Cuatro, Canal+, Canal 7 |  |

Los Lakers con siguieron un buen marcador, 35–14, al final del primer cuarto. Además conservaron su ventaja hasta gran parte del tercer cuarto, llegando a una máxima de 24 puntos de diferencia. Los Celtics conseguirían un gran parcial 21-3 al final del tercer cuarto, dejando la diferencia en dos puntos (73–71). Con 4:07 restante en el último cuarto, los Celtics tomaron el liderazgo cuando Eddie House un mate desde 5.5 m. La victoria de los Celtics en el partido 4 fue la mejor remontada en las Finales de la NBA desde 1971. Kobe Bryant anotó 17 puntos (6 de 19 tiros de campo), 14 de los cuales los consiguió en la segunda mitad. El marcador de los Celtics desde el banquillo superó con creces al de los angelinos 35–15. Kevin Garnett finalizó con 16 puntos.
Solo un equipo en la historia de la NBA ha conseguido remontar un 3-1 en las Finales (y ocho equipos lo han hecho durante las series de playoff).

### Partido 5
| 15 de junio | Boston Celtics                                           | 98–103                                | Los Angeles Lakers                                   | |  |
| 6:00 p. m.  | Parciales: 22–39, 30–16, 18–24, 28–24                    | Parciales: 22–39, 30–16, 18–24, 28–24 | Parciales: 22–39, 30–16, 18–24, 28–24                | |  |
|             | Estadísticas Pierce 38 Garnett 14 Pierce 8 TOs: Pierce 5 | Recap Pts Reb Asts Otros              | Estadísticas Bryant 25 Gasol 13 Gasol 6 Blks: Odom 4 | Pabellón: Staples Center, Los Ángeles Asistencia: 18,997 espectadores Árbitros: - #27 Bavetta - #48 Foster - #41 Mauer Televisión: ABC, TSN, Cuatro, Canal+, Canal 7 |  |

Al igual que en el partido 4, los Lakers tuvieron un gran comienzo, 43-24 ganaban a falta de 11 minutos del 2º cuarto. Y al igual que en el cuarto partido, los Celtics volvieron, consiguiendo ponerse arriba en el marcador 62–60, gracias a un gran juego de Paul Pierce.
Los Lakers recuperaron la compostura, superando a Boston en el 3.er cuarto 24–18. En anteriores partidos, los Lakers habían sido siempre superados por Boston en el 3.er cuarto (22–31 en el partido 1, 19–29 en el partido 2, 17–25 en el partido 3 y 15-32 en el partido 4) con un total de 43 puntos (73–116).
Los Lakers construyeron una diferencia de 14 puntos en el tercer cuarto, pero los Celtics la echaron abajo con un parcial de 16-2 empatando el partido a 90 segundos del final. Con menos de un minuto, los Celtics tenían la posesión del balón y los Lakers ganaban 97–95. Pierce se fue de Bryant, pero Bryant tocó el balón lo que hizo que este saliese de las manos de Pierce, Lamar Odom cogió el balón y dio un pase a Bryant que finalizó la jugada con un mate, dándole a los Lakers una ventaja de +4. Finalmente los Lakers ganarían 103–98, forzando las series a un sexto partido.
Kobe Bryant anotó 15 puntos en el primer cuarto, pero solo anotaría 10 más en el resto del partido. Bryant tuvo un porcentaje mísero, 8 de 21, además perdió 6 balones aunque contribuyó con 5 robos. Gasol jugó bien, con 19 puntos, 6 asistencias y 13 rebotes. Muchos de sus rebotes fueron grandes jugadas que permitieron a los Lakers mantener la posesión del balón.
La sorpresa del partido fue la aparición de Chris Mihm, que había estado fuera durante más de media temporada, habiendo jugado solo cuatro partidos desde el 23 de diciembre, acumulando 25 mintos y cuatro puntos. Después del partido, Phil Jackson dijo que no lo volvería a sacar en el sexto partido.
Para los incrédulos que pensaban que los Lakers no conseguirían remontar el 3-1, Jackson dijo, "Somos lo suficientemente jóvenes y tontos para lograrlo".

### Partido 6
| 17 de junio               | Los Angeles Lakers                                    | 92–131                                | Boston Celtics                                                       | |  |  |
| 9:00 p. m.                | Parciales: 20–24, 15–34, 25–31, 32–42                 | Parciales: 20–24, 15–34, 25–31, 32–42 | Parciales: 20–24, 15–34, 25–31, 32–42                                | |  |  |
|                           | Estadísticas Bryant 22 Odom 10 Odom 5 TC: Bryant 7/22 | Recap Pts Reb Asts Otros              | Estadísticas Garnett, R.Allen 26 Garnett 14 Pierce 10 Robos: Rondo 6 | Pabellón: TD Banknorth Garden, Boston Asistencia: 18,624 espectadores Árbitros: - #17 J. Crawford - #32 Rush - #15 Salvatore Televisión: ABC, TSN, Cuatro, Canal+, Canal 7 |  |  |
| Boston ganó la serie, 4–2 |                                                       |                                       |                                                                      | |  |  |
|                           |                                                       |                                       |                                                                      | |  |  |

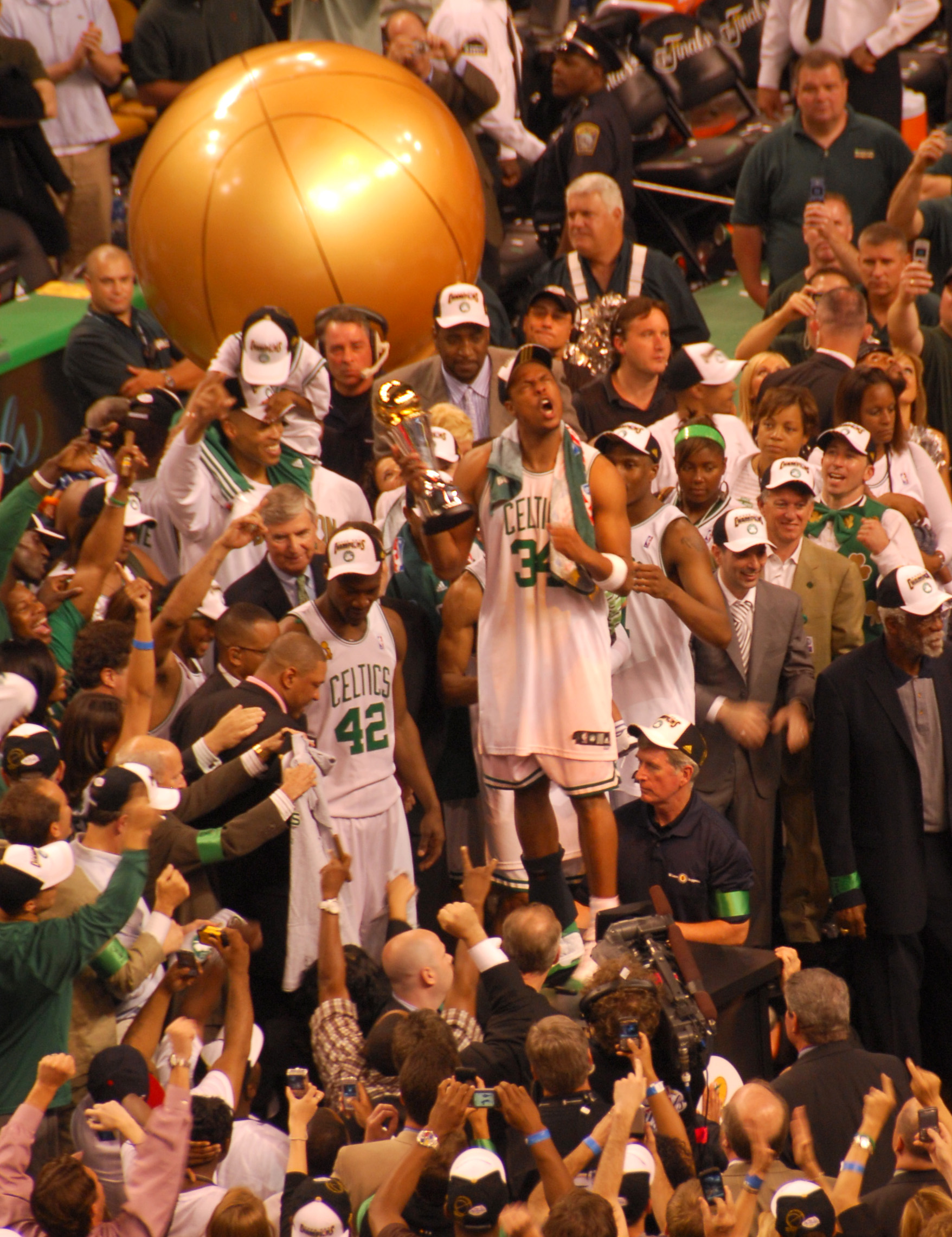
Fanes, jugadores y entrenadores de Boston Celtics celebran el título decimoséptimo.

Después de un duro primer cuarto, los Celtics dominaron el resto del partido. Manteniendo la ventaja en más de 25 puntos, el trío de los Celtics tuvo un gran rendimiento en la pista, mientras que todo el equipo sometió a los Lakers a una fuerte defensa, que incluyó 18 robos. A pesar de que crearon una gran diferencia en el segundo cuarto, el entrenador de los Celtics, Doc Rivers, no dio descanso a sus mejores jugadores hasta el último cuarto. Los Lakers redujeron la diferencia a 39 antes del final del partido. Esta gran ventaja fue parecida a la ocurrida en el tercer partido de las Finales de 1998 cuando Michael Jordan liderando a los Chicago Bulls venció a Utah por 42 puntos, 96–54.
Boston dominó en numerosas categorías estadísticas, rebotes (48–29, 14-2 en rebotes ofensivos), pérdidas (7–19), robos (18–4), asistencias (33–16) y tapones (4–0).
Los Celtics demolieron a los Lakers, 131–92, el margen de 39 puntos fue la mayor ventaja en un partido por el campeonato, rompiendo el anterior récord, establecido por los Washington Bullets sobre Seattle Super Sonics, en 35 puntos en el sexto partido de las Finales de 1978, 117–82. Además aumentaron el récord de victorias ante los Lakers en encuentros en Finales (9-2), la última vez que les derrotaron fue en las Finales de 1984. El escolta de los Celtics, Ray Allen, igualó el récord de triples en la final con 7, mientras que los Celtics además establecerían el récord de robos en una final con 18. Este fue el 17.º campeonato para los Celtics, su primero desde 1986, extendiendo su récord como máximos campeones de la NBA. Todo esto cubierto por el mejor balance de los Celtics (66-16) desde la temporada 1985-86, en la que obtuvieron un 67-15.

## Premios
- Campeón NBA 2008: Boston Celtics
- MVP de las Finales: Paul Pierce

## Retransmisiones internacionales
Además de ABC (Estados Unidos) y la TSN (Canadá), otras emisoras de todo el mundo retransmitieron las Finales:
| - Alemania: Premiere Sport - Argentina: Canal 7 - Australia: ESPN - Bélgica: Be 1 y Prime Sport 1 - Belice: Great Belize Television y Tropical Vision Limited (todos los partidos excepto el 2.º y el 5.º) - Brasil: ESPN - China: CCTV-5, algunas emisoras provinciales - Corea del Sur: SBS Sports, Star Sports - Dinamarca: DK4 Sport - España: Canal+, Cuatro - Filipinas: C/S Sports on RPN, Basketball TV - Finlandia: Urheilukanava - Francia: Sport+ - Grecia: Sport+ - Hong Kong: ESPN, Cable TV Hong Kong Sports Channel, Star Sports, TVB HD - Hungría: Sport1, Sport2 - India: ESPN | - Indonesia: ESPN, Jak TV, Star Sports - Israel: Sport 5 - Italia: Sky sport - Japón: J Sports 1, NHK BS-1, SkyPerfecTV - Letonia: LTV7 - México: TVC Deportes - Liga Árabe: ART Sport 3 - Países Bajos: Sport1 - Polonia: Canal+Sport1 - Portugal: Sport TV 1 - Reino Unido: Five - República de China: Videoland - República Dominicana: Antena Latina - Rusia: NBA TV - Suecia: TV4 AB - Tailandia: ESPN - Turquía: NTV - Venezuela: Sport Plus |